# سام لينغ
سام لينغ (بالإنجليزية: Sam Ling)‏ هو لاعب كرة قدم بريطاني في مركز الدفاع، ولد في 1996 في Broxbourne ‏ في المملكة المتحدة. لعب مع داغنهام وريدبريدج.